# Jean Payra
 (juillet 2022).
Jean Payra, né le 16 février 1882 à Perpignan et mort le 29 mai 1937 dans cette même ville, est un homme politique français.

## Biographie

### Jean Payra le sportif
Amoureux du Rugby à XV, il joue à l'Association sportive perpignanaise, dont il est le capitaine de l'équipe première de 1904 à 1908. Avec l'équipe catalane, il devient  champion du Sud deuxième série en 1903, battant le Stade toulousain 8 à 6. Il inscrit notamment un essai. L’année suivante, en juillet 1904, il participe à un concours de saut en longueur sans élan et en saut à la perche. Il décroche la première place en saut en longueur, et la seconde en saut à la perche. Il bat le record du championnat du Sud de saut en hauteur sans élan avec un saut à 1,46 m. 
En 1909, bien qu'encore joueur, il se concentre à l’administration du club. C'est dans ses conditions qu'il devient délégué au comité du Languedoc. En 1912, lors de la scission du Stade olympien perpignanais, il préfère rester à  l'ASP. En 1919, il est un acteur de la réunification des clubs catalans et de la création de l'Union sportive perpignanaise. Il en devient le président de 1922 à 1924. Il participe au boycott du match amical contre Toulouse, après la désignation de l'arbitre, M. Barras, un ancien dirigeant de Toulouse qui avait injurié les catalans après la victoire perpignanaise,.

### Jean Payra le politicien
Fils de petits commerçants, Jean Payra doit travailler dès la fin de ses études primaires, et devient courtier en vins. En 1903, il adhère au Parti socialiste français de Jean Jaurès, puis à la SFIO après l'unification de 1905.
Se situant nettement à l'aile droite du Parti socialiste, il adopte cependant des positions pacifistes de 1916 à 1918.
Partisan d'une alliance avec les radicaux, Jean Payra impose une liste commune avec le Parti radical aux élections législatives de novembre 1919, mais il est battu. Il obtient plus de succès aux élections municipales : à Perpignan, il est élu sur une liste commune de socialistes et de radicaux, et devient premier adjoint au maire.
Après le congrès de Tours, Jean Payra choisit de rester à la SFIO. Élu député en 1924 sur une liste de Cartel des gauches, il est réélu en 1928 et 1932. À la Chambre des députés, il est vice-président de la commission des Boissons et vice-président de la commission du Suffrage universel. À ce titre, il est à l'origine de la loi de 1927 rétablissant le scrutin majoritaire d'arrondissement. Il devient sénateur en 1935. Bien que partisan d'une participation des socialistes à des gouvernements avec les radicaux, il refuse les propositions qui lui sont faites de devenir sous-secrétaire d'État à l'enseignement technique, la majorité de la SFIO s'étant prononcé contre une participation minoritaire.
Jean Payra est réélu au conseil municipal de Perpignan en 1929, mais il perd son poste d'adjoint. En 1935, à la tête d'une liste socialiste, il remporte les élections et devient maire. Il est également élu conseiller général de Prats-de-Mollo, puis de Perpignan-est en 1928. Il est président du conseil général des Pyrénées-Orientales jusqu'à son décès en 1937.